# وقتی من رفتم (ترانه السو و کیتی پری)
«وقتی من رفتم» (به انگلیسی: When I'm Gone) ترانه‌ای از دی‌جی سوئدی السو و خوانندهٔ آمریکایی کیتی پری می‌باشد که در ۲۹ دسامبر سال ۲۰۲۱ از سوی ۱۰:۲۲ پی‌ام رکوردز منتشر گردید. این قطعه با اولین شب اجرای برنامه پلی — کنسرت اقامتی کیتی پری در لاس وگاس — مصادف شده است. این اثر که آمیزه‌ای از سبک‌های ئی‌دی‌ام، دنس-پاپ، هاوس و الکتروپاپ است، با همکاری پری، السو، آلیدا گارپاستد پک، رامی یعقوب، نیتن کانینگهام، مارک سیبلی و آلما گودمن نوشته شده و توسط اسپیس پرایمتس تهیه و تولید شده است.